# Golden Gate (filme)
Golden Gate (bra: Um Amor Assassino) é um filme de 1994 produzido pela American Playhouse. Situado em São Francisco, Califórnia, é a história de um G-Man da década de 1950 (interpretado por Matt Dillon) que se envolve com a Agência Federal de Investigação numa acusação de um comunista, o que o leva a se envolver com uma jovem mulher chinesa-americana (interpretada por Joan Chen), cujo pai ajudou a colocar na prisão. O filme também apresenta Bruno Kirby e Tzi Ma. O filme é dirigido por John Madden e escrito pelo dramaturgo asiático-americano David Henry Hwang.[carece de fontes?]
O filme está disponível em videocassete e DVD.

## Elenco
- Matt Dillon... Agente Kevin David Walker
- Joan Chen... Marilyn Song
- Bruno Kirby... Agente Ron Pirelli
- Teri Polo... Cynthia
- Tzi Ma... Chen Jung Song
- Keone Young... Benny Ying

## Produção
Filmado entre 7 de dezembro de 1992 e 9 de fevereiro de 1993, em São Francisco, com cenas adicionais na UC Berkeley.